# Regering van Brazilië
De regering van Brazilië (Portugees: Gabinete Ministerial do Brasil) is het Braziliaanse kabinet bestaande uit de president en de ministers.
Het merendeel van de ministers staat aan het hoofd van een ministerieel departement. Daarnaast behoren tot het kabinet nog zes andere volwaardige functies: de stafchef, de regeringssecretaris, de secretaris-generaal van het presidentschap, de procureur-generaal, het hoofd van de Institutionele Veiligheid en het hoofd van de Centrale Bank. De president heeft de bevoegdheid om ministers te benoemen en te ontslaan.
De macht van het kabinet in het Braziliaanse politieke stelsel is aanzienlijk en daar de regeringspartij vaak over een meerderheid van zetels in het parlement beschikt, worden vrijwel alle ingediende wetsvoorstellen van het kabinet aangenomen.

## Huidige kabinet

### President en vicepresident
| Functie                    | Afbeelding | Naam                      | Partij | In functie sinds |
| -------------------------- | ---------- | ------------------------- | ------ | ---------------- |
| President van Brazilië     |            | Luiz Inácio Lula da Silva | PT     | 1 januari 2023   |
| Vicepresident van Brazilië |            | Geraldo Alckmin           | PSB    | 1 januari 2023   |

### Ministers
| Ministerie                                                      | Afbeelding | Naam                 | Partij     | In functie sinds |
| --------------------------------------------------------------- | ---------- | -------------------- | ---------- | ---------------- |
| Agrarische ontwikkeling en Gezinslandbouw                       |            | Paulo Teixeira       | PT         | 1 januari 2023   |
| Buitenlandse Zaken                                              |            | Mauro Vieira         | partijloos | 1 januari 2023   |
| Communicatie                                                    |            | Juscelino Filho      | União      | 1 januari 2023   |
| Cultuur                                                         |            | Margareth Menezes    | partijloos | 1 januari 2023   |
| Defensie                                                        |            | José Múcio           | partijloos | 1 januari 2023   |
| Financiën                                                       |            | Fernando Haddad      | PT         | 1 januari 2023   |
| Havens en Luchthavens                                           |            | Márcio França        | PSB        | 1 januari 2023   |
| Inheemse volkeren                                               |            | Sônia Guajajara      | PSOL       | 1 januari 2023   |
| Integratie en Regionale Ontwikkeling                            |            | Waldez Góes          | PDT        | 1 januari 2023   |
| Justitie en Openbare Veiligheid                                 |            | Flávio Dino          | PSB        | 1 januari 2023   |
| Landbouw, Veeteelt en Toelevering                               |            | Carlos Fávaro        | PSD        | 1 januari 2023   |
| Management en Innovatie in openbare diensten                    |            | Esther Dweck         | partijloos | 1 januari 2023   |
| Mensenrechten en Burgerschap                                    |            | Silvio Almeida       | partijloos | 1 januari 2023   |
| Mijnen en Energie                                               |            | Alexandre Silveira   | PSD        | 1 januari 2023   |
| Milieu en Klimaatverandering                                    |            | Marina Silva         | REDE       | 1 januari 2023   |
| Onderwijs                                                       |            | Camilo Santana       | PT         | 1 januari 2023   |
| Ontwikkeling, Industrie, Handel en Dienstverlening              |            | Geraldo Alckmin      | PSB        | 1 januari 2023   |
| Ontwikkeling en Sociale Bijstand, Gezinnen en Hongerbestrijding |            | Wellington Dias      | PT         | 1 januari 2023   |
| Planning en Budget                                              |            | Simone Tebet         | MDB        | 1 januari 2023   |
| Rassengelijkheid                                                |            | Anielle Franco       | partijloos | 1 januari 2023   |
| Sociale Veiligheid                                              |            | Carlos Lupi          | PDT        | 1 januari 2023   |
| Sport                                                           |            | Ana Moser            | partijloos | 1 januari 2023   |
| Steden                                                          |            | Jader Barbalho Filho | MDB        | 1 januari 2023   |
| Toerisme                                                        |            | Daniela Carneiro     | União      | 1 januari 2023   |
| Transport                                                       |            | Renan Filho          | MDB        | 1 januari 2023   |
| Visserij en Aquacultuur                                         |            | André de Paula       | PSD        | 1 januari 2023   |
| Volksgezondheid                                                 |            | Nísia Trindade       | partijloos | 1 januari 2023   |
| Vrouwen                                                         |            | Cida Gonçalves       | PT         | 1 januari 2023   |
| Werkgelegenheid                                                 |            | Luiz Marinho         | PT         | 1 januari 2023   |
| Wetenschap, Technologie en Innovatie                            |            | Luciana Santos       | PCdoB      | 1 januari 2023   |

### Overige functies
| Functie                                    | Afbeelding | Naam                         | Partij | In functie sinds |
| ------------------------------------------ | ---------- | ---------------------------- | ------ | ---------------- |
| Stafchef                                   |            | Rui Costa                    | PT     | 1 januari 2023   |
| Secretaris-generaal van het presidentschap |            | Márcio Macêdo                | PT     | 1 januari 2023   |
| Secretaris van Institutionele Zaken        |            | Alexandre Padilha            | PT     | 1 januari 2023   |
| Secretaris voor Sociale Communicatie       |            | Paulo Pimenta                | PT     | 1 januari 2023   |
| Hoofd van Institutionele Veiligheid        |            | Marco Edson Gonçalves Dias   | –      | 1 januari 2023   |
| Hoofd Transparantie, Toezicht en Controle  |            | Vinícius Marques de Carvalho | –      | 1 januari 2023   |
| Procureur-generaal                         |            | Jorge Messias                | –      | 1 januari 2023   |
| President van de Centrale Bank             |            | Roberto Campos Neto          | –      | 28 februari 2019 |